# Șarpele aztec cu două capete

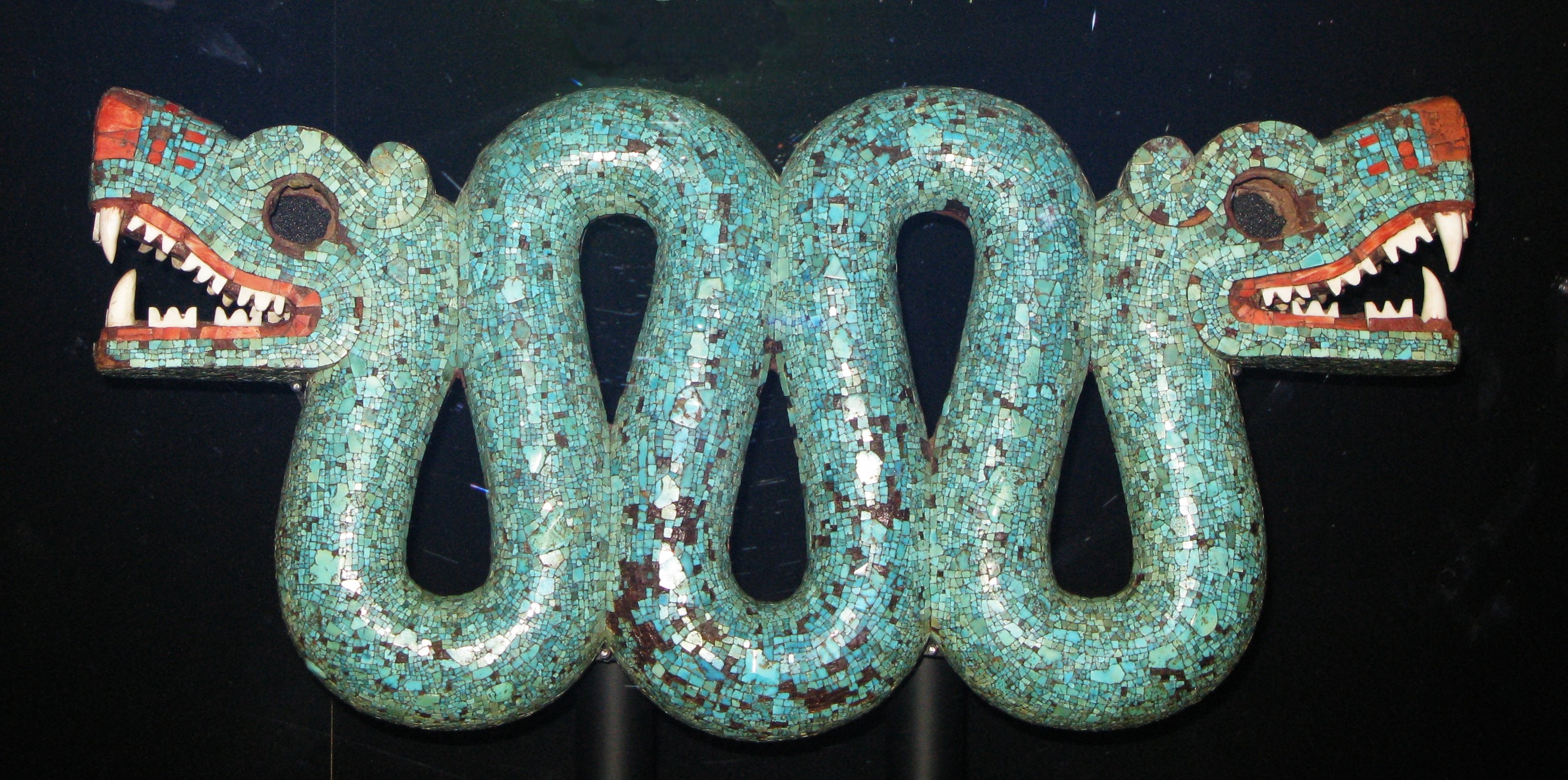

Șarpele aztec cu două capete este o sculptură aztecă expusă la British Museum din Londra, Anglia. Realizat în mare parte din bucățele mici de turcoaz aplicate pe o bază de lemn, acesta este unul dintre cele 9 mozaicuri din același material ce se află în British Museum.